# Nadia Popovici
Nadia Popovici, nume la naștere Nadejda (Nadia) Ajder, (n. 20 mai 1910, Sankt Petersburg, Imperiul Rus – d. 3 ianuarie 1985, București) a fost o pictoriță din România.
Născută într-o familie aristocrată, a fost obligată, la doar 7 ani, să fugă împreună cu familia din cauza Revoluției Ruse din 1917.
Astfel, a ajuns într-o primă etapă în Japonia, iar apoi la Chișinău. De la Chișinău a venit la București, unde a studiat la Școala de Belle Arte, la clasa Ceciliei Cuțescu Storck. Aici l-a cunoscut pe sculptorul Ion Grigore Popovici, cu care s-a căsătorit. Au avut un fiu, pe Constantin Popovici care, urmând calea tatălui său, a devenit și el sculptor și o fiică, pe Eliza Popovici - Palade, pictoriță.